# Rohoznice (district de Pardubice)
Pour les articles homonymes, voir Rohoznice.
Rohoznice (en allemand : Rohosnitz) est une commune du district de Pardubice, dans la région de Pardubice, en République tchèque. Sa population s'élevait à 267 habitants en 2024.

## Géographie
Rohoznice se trouve à 14 km au nord-ouest de Pardubice, à 15 km au sud-ouest de Hradec Králové et à 88 km à l'est de Prague.
La commune est limitée par Dobřenice et Osičky au nord, par Dolany à l'est, par Křičeň au sud et au sud-ouest, et par Pravy à l'ouest.

## Histoire
La première mention écrite de la localité date de 1372.

## Transports
Par la route, Rohoznice se trouve à 15 km de Pardubice, à 19 km de Hradec Králové et à 105 km de Prague. 